# Richard Beckinsale

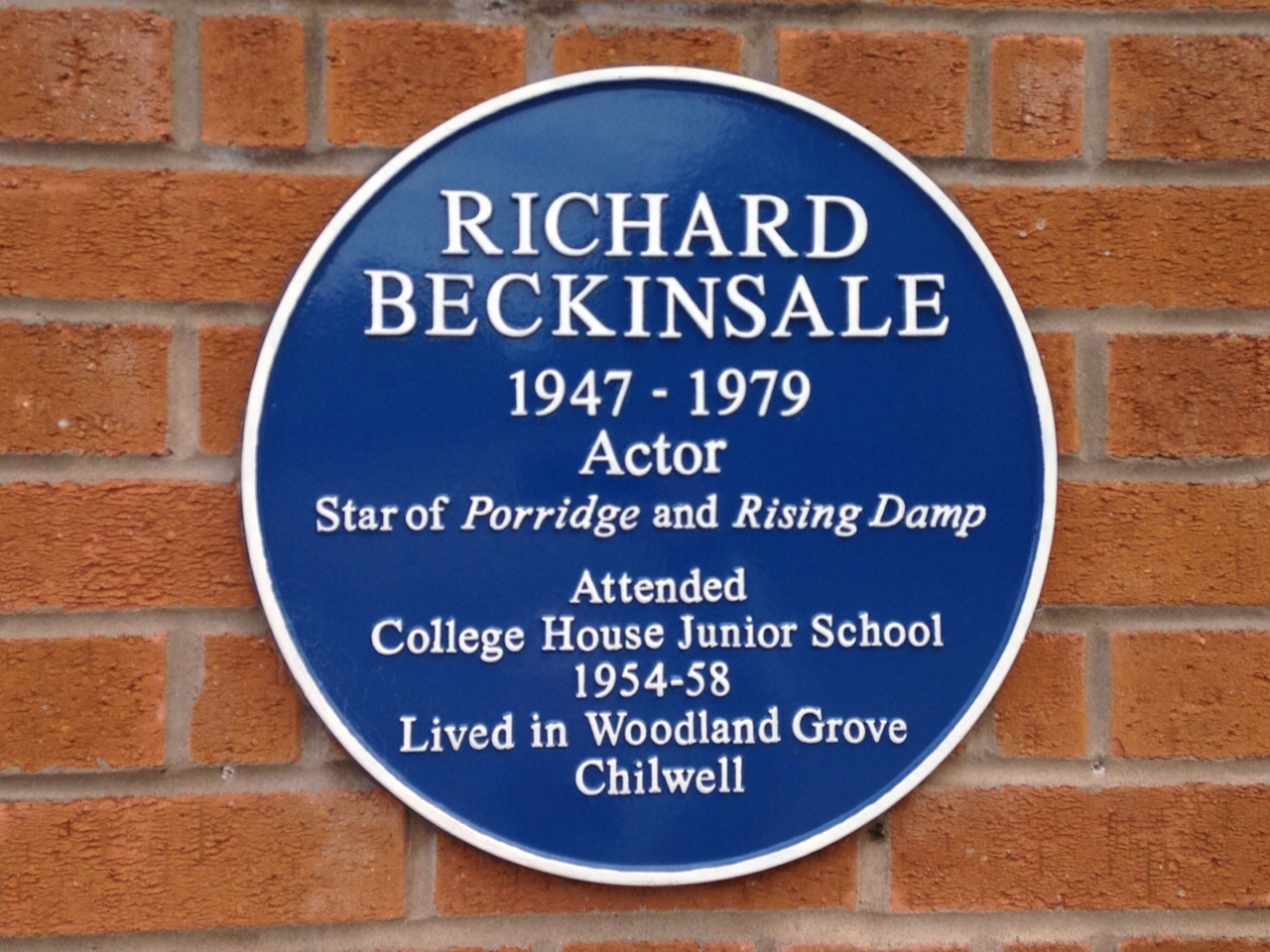
Gedenkplakette

Richard Arthur Beckinsale (* 6. Juli 1947 in Carlton, Nottinghamshire; † 19. März 1979 in Sunningdale, Perkshire) war ein britischer Schauspieler.

## Leben und Karriere
Richard Beckinsale wuchs als Sohn von Arthur John Beckinsale (1917–2003) und seiner Frau Margaret Barlow (1917–2007) gemeinsam mit einer jüngeren Schwester in der Kleinstadt Carlton auf. Nach seinem Schulabschluss interessierte er sich zunächst für den Beruf des Bühnenbildners, studierte dann aber doch Schauspielerei an der Royal Academy of Dramatic Art in London. Er wirkte als Bühnendarsteller gelegentlich in Theaterstücken mit.
Ab 1969 wirkte Beckinsale als Schauspieler vor der Kamera in über 20 Film-und-Fernsehproduktionen mit. Seine erste Rolle hatte er als Polizist in einer Folge der bis heute laufenden Serie Coronation Street. Besonders bekannt wurde er in den 1970er-Jahren im Vereinigten Königreich durch seine Rollen in der BBC-Sitcom (Britcom) The Lovers und in der ITV-Sitcom Rising Damp.

## Privates
Richard Beckinsale war in erster Ehe von 1965 bis 1969 mit Margaret Bradley verheiratet. Aus dieser Ehe ging eine Tochter hervor, die Schauspielerin Samantha Beckinsale.
In zweiter Ehe war Beckinsale von 1971 bis zu seinem Tod mit der Schauspielerin Judy Loe verheiratet. Aus dieser Ehe ging ebenfalls eine Tochter hervor, die Schauspielerin Kate Beckinsale.
Richard Beckinsale starb am 19. März 1979 im Alter von nur 31 Jahren an einem Herzinfarkt. Seine Grabstätte befindet sich auf dem Mortlake Cemetery in London.

## Filmografie (Auswahl)
- 1969: Coronation Street (Fernsehserie, 1 Folge)
- 1970–1971: The Lovers (Fernsehserie, 14 Folgen)
- 1971: Justice (Fernsehserie, 1 Folge)
- 1973: Die Rivalen von Sherlock Holmes
- 1974–1977: Rising Damp (Fernsehserie, 22 Folgen)
- 1976: Couples
- 1979: Porridge
- 1980: Blutige Streiche